# Петер Дебай
Петер Джозеф Вільям Дебай (Петрус Йозефус Вільгельмус Дебйо; нід. Petrus Josephus Wilhelmus Debije, англ. Peter Debye; 24 березня 1884, Маастрихт — 2 листопада 1966, Ітака, США) — нідерландський фізико-хімік, лауреат Нобелівської премії з хімії за 1936 рік.
З іменем Дебая пов'язана низка визначних досягнень в теоретичній й експериментальній фізиці, фізичній хімії, математиці — він запропонував модель твердого тіла, на основі якої пояснив поведінку питомої теплоємності за низьких температур (характерна температура, нижче за яку істотного значення набувають квантові ефекти, дістала назву температури Дебая), теоретично описав вплив теплових коливань кристалічної ґратки на дифракцію рентгенівських променів (фактор Дебая — Валлера), спільно з Паулем Шеррером розробив порошковий метод рентгеноструктурного аналізу і використав методи рентгенівського розсіювання для дослідження структури рідин та окремих молекул, вперше спостерігав дифракцію світла на ультразвуці і використав метод розсіювання світла для дослідження структури молекул (зокрема полімерів), розвинув дипольну теорію діелектриків, на основі якої пояснив їхні дисперсійні властивості і деякі аспекти міжмолекулярних взаємодій, разом із Еріхом Гюккелем розробив теорію слабких розчинів сильних електролітів. Серед інших досягнень Дебая також розробка методу перевалу для обчислення деяких інтегралів спеціального вигляду, новий спосіб виведення формули Планка, створення квантової теорії нормального ефекту Зеемана, теоретичне обґрунтування ефекту Комптона, винайдення нового способу досягнення низьких температур методом адіабатичного розмагнічування.

## Біографія

### Маастрихт, Аахен (1884—1906)

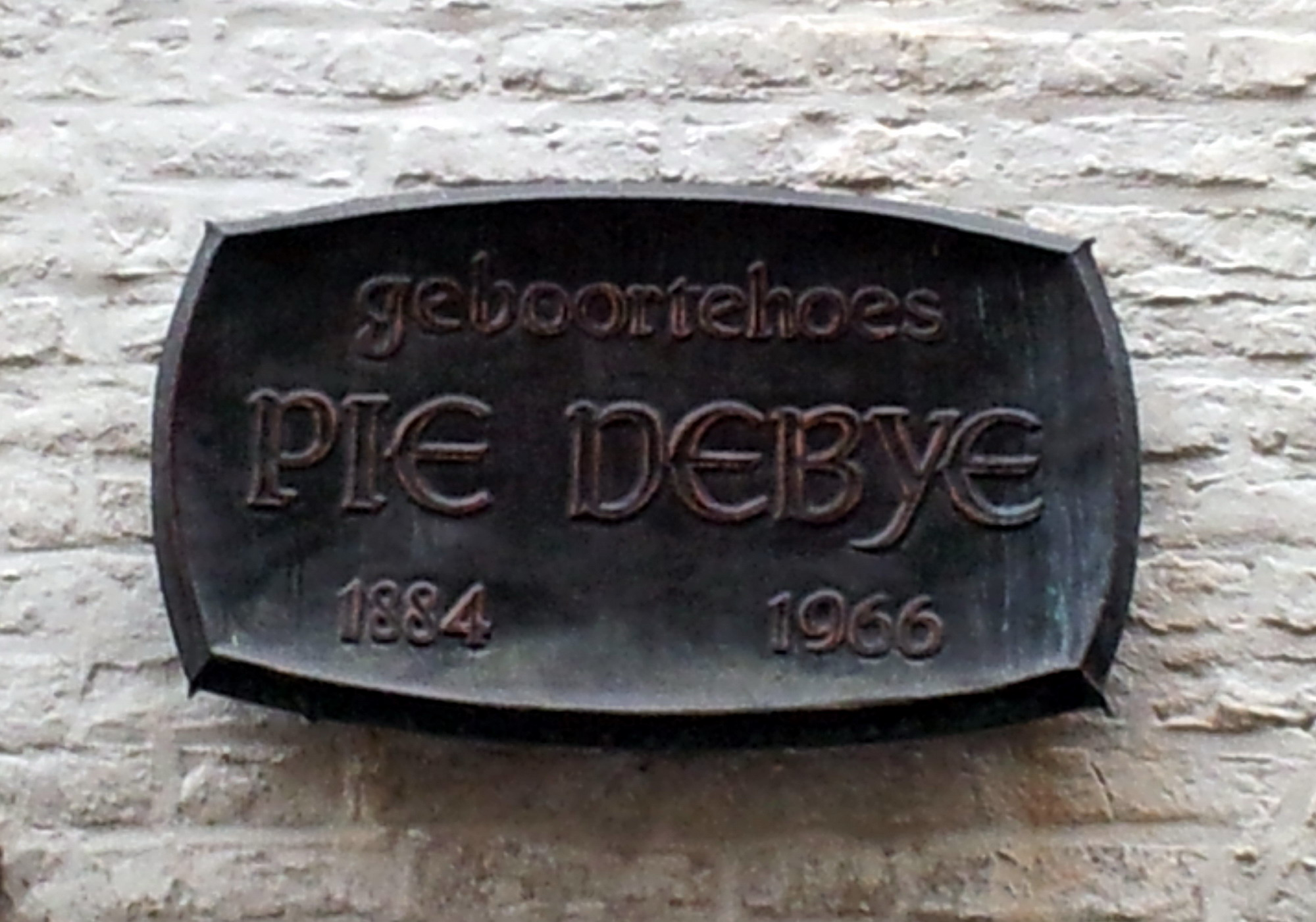
Меморіальна табличка на будинку, де народився Дебай

Петер Дебай народився 24 березня 1884 року в Маастрихті, провінція Лімбург, Нідерланди. Батько майбутнього ученого, Йоаннес Вільгельмус Дебйо (Joannes Wilhelmus Debije, 1859—1937), був майстром на фірмі з виробництва металевого дроту. Мати, Марія Анна Барбара Реймкенс (Maria Anna Barbara Ruemkens, 1859—1940), багато років працювала касиром в театрі. Через чотири роки після народження Петера в родині з'явилася друга дитина — дівчинка, яку назвали Кароліною. Відомо, що в ранньому дитинстві Дебай розмовляв майже суто на місцевому діалекті, яким користувався протягом всього життя (наприклад, у листуванні з друзями).
Початкову освіту Дебай здобув у місцевій католицькій школі. У віці 12 років вступив до вищої цивільної школи (Hogere Burgerschool) в Маастрихті, де навчався п'ять років, і на випускних екзаменах показав себе найкращим учнем всієї провінції Лімбург, отримавши найвищі 10 балів з геометрії, механіки, фізики, природознавства і космографії, 9 — з хімії і нідерландської мови, 8 — з алгебри, тригонометрії, креслення, географії, французької і німецької мов. Однак в школі не вивчалися стародавні мови (грецька і латина), тому шлях до класичної університетської освіти був для юнака закритий і вибір постав між Делфтським технічним університетом і Вищою технічною школою в Аахені. Вартість навчання і близькість до дому визначили вибір на користь Аахена. Тут серед його вчителів були відомі фізики — експериментатор Макс Він і теоретик Арнольд Зоммерфельд. Завершуючи навчання, у 1905 році, Дебай захистив дипломну роботу з електротехніки, в якій теоретично вирішив задачу про струми Фуко в прямокутному провіднику. Однак до цього часу його вже цікавила не стільки електротехніка, скільки теоретична фізика. Зоммерфельд розпізнав здібності свого студента і, коли випала нагода вибрати собі асистента, зупинився на кандидатурі Дебая. До аахенського періоду, імовірно, належить зміна в написанні прізвища молодого ученого: в роботах, написаних голландською мовою, він практично незмінно почав підписуватися Debye замість Debije.

### Від Мюнхена до Нью-Йорка (1906—1939)
У 1906 році Дебай разом із Зоммерфельдом перейшов до Мюнхенського університету, де в липні 1908 року захистив докторську дисертацію під назвою «Про веселку» (нім. Über den Regenbogen), присвячену деяким проблемам теорії дифракції електромагнітних хвиль. 1910 року Дебай пройшов процедуру габілітації і став приват-доцентом, а весною наступного року отримав запрошення обійняти посаду професора теорії фізики Цюрихського університету, яку до того займав Альберт Ейнштейн. Останній дуже високо оцінював свого наступника і в жовтні 1912 року писав Зоммерфельду: «Я чекаю від нього [Дебая] дуже багато, тому що в ньому глибоке розуміння фізика поєднується з винятковою математичною обдарованістю». Вже весною 1912 року Дебай повернувся на батьківщину і обійняв посаду професора математики і теоретичної механіки Утрехтського університету. Хоча утрехтські роки виявилися доволі плідними й включають написання важливих статей з дисперсії діелектриків і дифракції рентгенівських променів, надії зайнятися експериментальною роботою не виправдалися і вже у вересні 1914 року учений переїхав до Геттінгена. Роком раніше, в квітні 1913 року, він одружився з Матильдою Альберер (Matilde Alberer, 1887—1977), дочкою мюнхенського домовласника, у якого Дебай в певний час винаймав житло. У подружжя було двоє дітей — син Петер Пауль Рупрехт Дебай (Peter Paul Rupprecht Debye, 1916—2012), який згодом став фізиком-експериментатором і допомагав батьку у деяких дослідженнях, і дочка Матильда Марія Дебай-Заксінгер (Mathilde Maria Debye-Saxinger, 1921—1991).

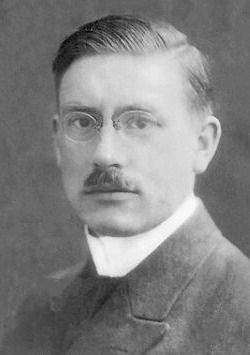
Петер Дебай у 1912 році

Ініціатором запрошення Дебая в Геттінген став відомий математик Давид Гільберт, який мав змогу оцінити здібності молодого науковця під час конференції з кінетичної теорії матерії, що відбулася в місцевому університеті в квітні 1913 року. Посада професора теоретичної й експериментальної фізики і керівництво Фізичним інститутом (з лютого 1916 року) передбачали певні перспективи проведення лабораторних дослідів і коло видатних колег: окрім Гільберта, це були математики Фелікс Клейн, Едмунд Ландау, Герман Вейль, Карл Рунге, Ріхард Курант і фізики Вольдемар Фогт, Еміль Віхерт, Макс Борн, Теодор фон Карман та інші. 1920 року Дебай повернувся в Цюрих, де обійняв посаду директора Фізичного інституту при Вищій технічній школі. Приблизно в цей же час він став редактором одного з провідних європейських наукових фізичних журналів Physikalische Zeitschrift, в якому була опублікована велика кількість його власних робіт.
У вересні 1927 року Дебай залишив Цюрих, щоб стати професором експериментальної фізики і директором Фізичного інституту при Лейпцизькому університеті. Його колегою по університету був знаменитий фізик-теоретик Вернер Гейзенберг, який багато років по тому згадував: «Дебай мав певну схильність не напружуватися з приводу середовища. Він не належав до того типу науковців, котрі приходять до лабораторії рано вранці і не залишають її раніше півночі. Зі своєї кімнати в інституті я міг часто бачити, як він гуляє у своєму саду і поливає троянди навіть в робочий час. Але в центрі його інтересів була, без сумніву, наука». Наприкінці 1933 року Макс Планк, тогочасний президент Товариства кайзера Вільгельма, запропонував Дебаю обійняти посаду в Інституті фізики, що існував в рамках Товариства. Дебай погодився, однак перемовини з владою і Рокфеллерівським фондом, який фінансував будівництво будівлі і обладнання інституту, затягнулися, і він лише у жовтні 1935 року переїхав до Берліна й одночасно він обійняв посаду професора Берлінського університету. 1936 року Дебай здобув Нобелівську премію з хімії «За внесок в розуміння молекулярної структури в ході досліджень дипольних явищ і дифракції рентгенівських променів і електронів в газах» (for his contributions to our knowledge of molecular structure through his investigations on dipole moments and on the diffraction of X-rays and electrons in gases). Хоча до того моменту вся його кар'єра була пов'язана з посадами професора фізики, його роботи багато в чому сприяли усуненню розриву між фізикою і хімією. Сам він неодноразово із задоволенням відзначав свою приналежність до обох наук.
Сучасники відзначали цілковиту аполітичність Дебая, котрий прагнув завершити розпочату в Берліні роботу з облаштування інституту, якому з його ініціативи присвоєно ім'я Макса Планка, і відкидав пропозиції переїхати за кордон. Однак залишатися осторонь подій, що відбувались у 1930-ті роки в Німеччині, було неможливо. Після початку Другої світової війни влада вирішила посилити секретність і повідомила Дебаю, що він не матиме змоги відвідувати свою лабораторію, поки не набуде німецького громадянства. Після його відмови науковцю рекомендували залишатися вдома і працювати над книгою. Наприкінці 1939 року Дебай отримав дев'ятимісячну оплачувану відпустку і в січні 1940 року залишив країну, вирушив спочатку до Швейцарії, потім до Італії, і, врешті, з Генуї відплив до Нью-Йорка. Його дружина приєдналася до нього пізніше, а син до того часу вже близько року перебував у США.

### В США (1939—1966)

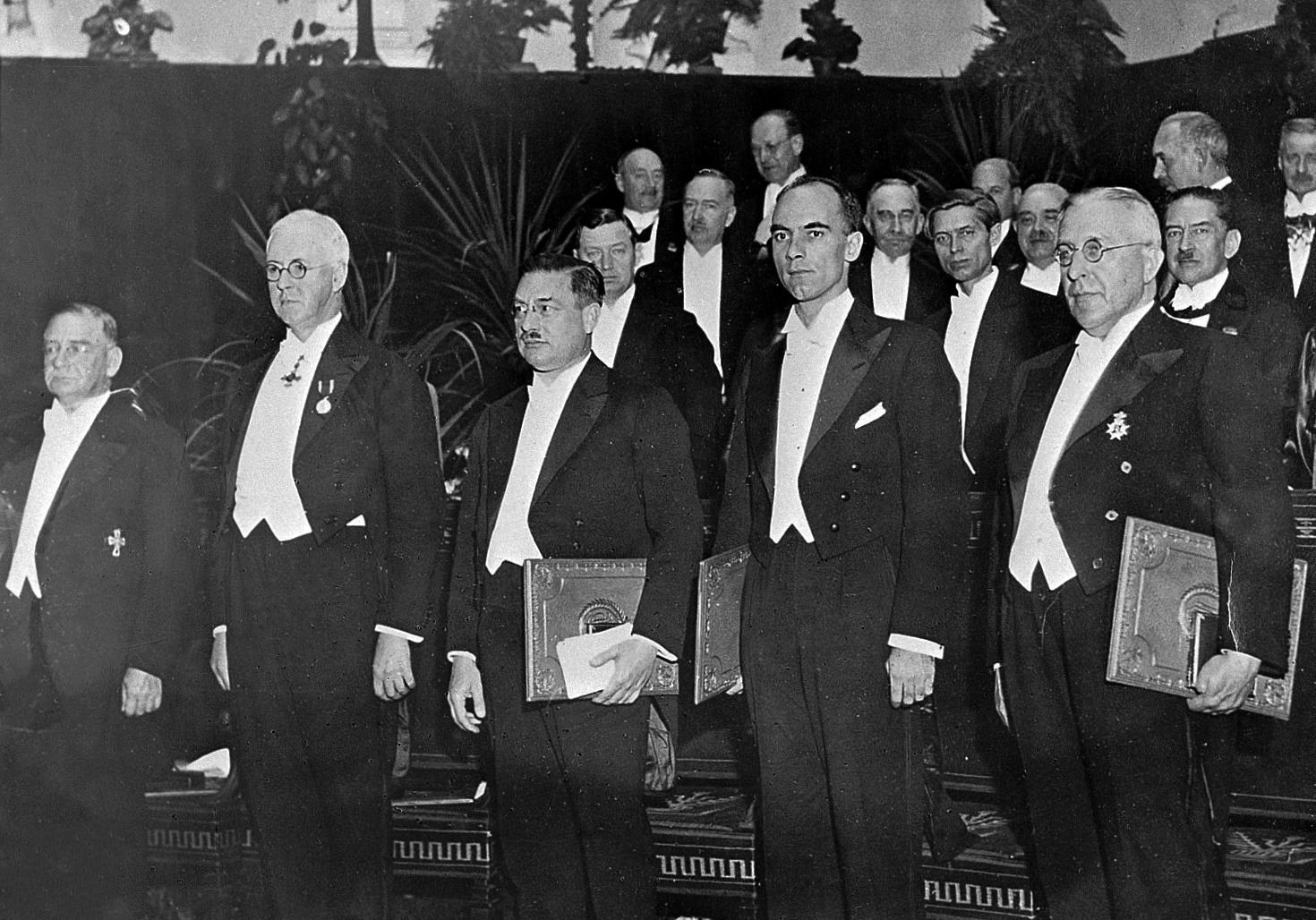
Нобелівські лауреати 1936 року на врученні нагород у Стокгольмі. Зліва направо: Отто Леві, Генрі Дейл, Петер Дебай, Карл Андерсон і Віктор Гесс

Формальним приводом для приїзду у Сполучені Штати стало запрошення прочитати цикл Бейкерівських лекцій на хімічному факультеті Кронельського університету. У травні 1940 року Німеччина окупувала Нідерланди, тому в липні Дебай прийняв пропозицію очолити хімічний факультет, формально залишаючись директором берлінського Інституту фізики (без окладу) до завершення війни, коли Товариство кайзера Вільгельма було перетворене на Товариство Макса Планка. Корнел став останнім місцем роботи в його тривалій кар'єрі. 1946 року науковець отримав американське громадянство, у 1950 році пішов у відставку з посади декана, у 1952 — з посади професора хімії, однак, отримавши звання почесного професора, до самого кінця життя продовжував займатися наукою. Він читав лекції і давав консультації в різних містах США, а також зазвичай двічі на рік здійснював подорожі в Європу. У квітні 1966 року в аеропорту імені Кеннеді, звідки Дебай збирався почати чергову поїздку, у нього стався серцевий напад. Хоча вже через місяць він повернувся до наукової діяльності і викладання, невдовзі йому довелось знову лягти до лікарні. Науковець цікавився роботою своєї лабораторії до останніх днів життя. Він помер 2 листопада 1966 року і був похований на цвинтарі Плезант-гроув (Каюга-хайтс, округ Томпкінс, штат Нью-Йорк).

### Особисті якості
На думку колег Дебая по Корнельському університету, його роботи мають свій унікальний стиль, основною особливістю якого є тяжіння до простоти і уміння виділити головне та відкинути другорядне. Розуміння суті проблеми дозволяло Дебаю за допомогою прекрасного володіння математичним апаратом та експериментальною технікою отримувати численні висновки. З прагненням простоти пов'язана майстерність ученого як творця наочних моделей фізичних явищ, йому не подобалися надто математичні теорії, позбавлені конкретності і наочності. Він говорив, що займається тільки тими задачами, які йому цікаві і які він може вирішити, причому воліє цілком присвячувати себе поточній задачі, а не займатися одразу декількома проблемами. Професор Герні Зак згадував:
| | Його часте зауваження на семінарах і засіданнях — «Подивіться, це ж так просто» — вже стало дебаївською легендою… Для нього фізичні науки були не набором вузьких спеціальностей, а єдиною сукупністю знань, через яку, подібно червоній нитці, проходило декілька основних принципів. У постійних спробах пов'язати явища з різних областей йому допомагала його феноменально пам'ять. Він міг забути точне ім'я автора чи точне місце публікації, але він ніколи не забував суті того, що він прочитав чи почув на конференції.Оригінальний текст (англ.) His frequent comment in colloquia and meetings "Look here, this is really so simple" has already become a Debye legend... For him the physical sciences were not a series of narrow specialties, but a coherent body of knowledge, where a few basic principles weaved like a red thread through the whole field. He was helped in his constant endeavour to correlate phenomena from different areas by his phenomenal memory. He may have forgotten the exact name of the author or the exact place of the publication, but he never forgot the essence of what he had read in a paper or heard at a meeting. |
| — Davies M. Peter Joseph Wilhelm Debye. 1884-1966 // Biogr. Mems Fell. Roy. Soc. — 1970. — Т. 16. — С. 220. | |

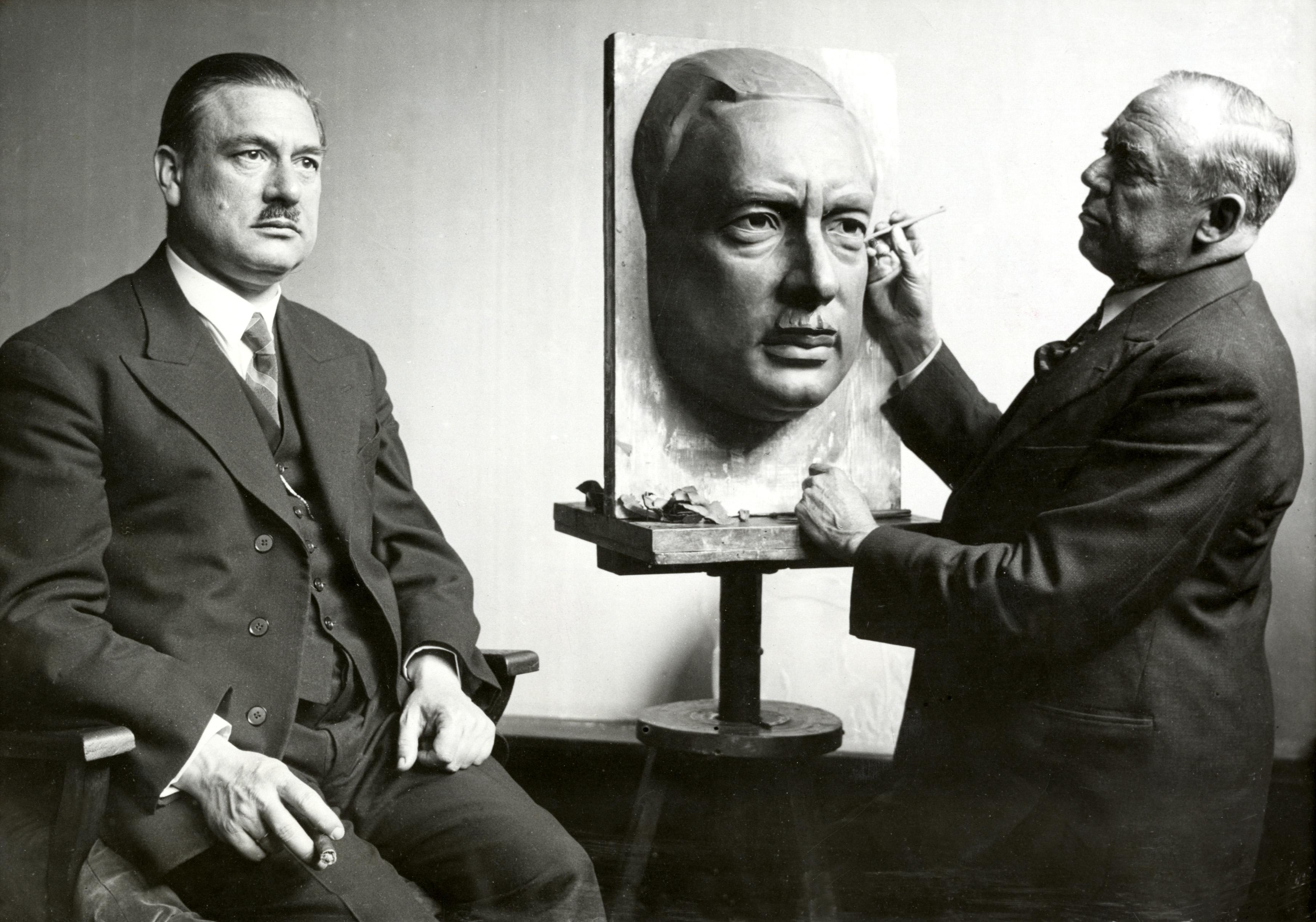
Петер Дебай позує скульптору (1937). У руці ученого — улюблена сигара

Студенти і колеги Дебая відзначали те, як приязно і уважно він ставився до всіх, хто звертався до нього за порадою або з якимись проблемами. Його діяльність сприяла подоланню розриву між експериментом і теорією, між фізикою і хімією. У зверненні Гарвардського університету, випущеному з нагоди присвоєння почесного докторського ступеня, його називали «фізиком з великим серцем, який з радістю простягає руку допомоги». Дебая цінували як прекрасного лектора, здатного ясно і дохідливо пояснити результати досліджень будь-якій аудиторії — колегам, школярам, студентам, промисловцям. Як науковий керівник він всіляко підтримував в своїх студентах прояви самостійності, прагнення розвивати власні ідеї і методи, навіть якщо сам з ними не погоджувався. Він отримував задоволення від участі в конференціях і зберіг ентузіазм до науки до кінця життя. Він цінував час і разом з тим вважав, що заняття наукою мають бути в радість. Один з колег згадував настанову, характерну для Дебая: «Працюй, коли забажаєш: тут немає режиму з восьми до п'яти. Приходь, коли хочеш, іди, коли побажаєш: тільки зроби що-небудь і, головне, отримуй задоволення від своєї роботи». Дебай був надзвичайно сімейною людиною, тому в основних його хобі — садівництві і риболовлі — брала постійну участь його дружина. Торкаючись особистих якостей Дебая, Генрі Зак писав:
| | Я намагався знайти просту рису (якщо це можливо), щоб схарактеризувати багатогранну особистість професора Дебая, і відчуваю, що ближче за все підійду до мого персонального уявлення про нього, якщо скажу, що він був дійсно щасливою людиною. Він не тільки був обдарований найпотужнішим і проникливим інтелектом і незрівняним умінням подавати свої ідей у найбільш прозорому вигляді, але він також володів мистецтвом жити повним життям. Він насолоджувався своїми науковими зусиллями, він глибоко любив свою родину і сімейне життя, він цінував красу природи і мав смак до задоволення життя на відкритому повітрі, про що свідчать такі його захоплення, як риболовля, збирання кактусів і садівництво, якими він займався переважно в компанії місіс Дебай. Він насолоджувався гарною сигарою і смачною їжею і був прив'язаний до своїх студентів і колег і любив їхнє товариство … <> … він житиме в нашій пам'яті, як блискучий науковець, чудовий учитель, по-батьківські готовий допомогти порадою, і, перш за все, як щаслива людина. Оригінальний текст (англ.) I have tried to find a simple attribute — if this is possible — with which to characterize Professor Debye's multifaceted personality, and feel that I come nearest to my personal image of him by saying that he was a truly happy or lucky man. He was not only endowed with a most powerful and penetrating intellect and an unmatched ability for presenting his ideas in a most lucid way, but he also knew the art of living a full life. He greatly enjoyed his scientific endeavours, he had a deep love for his family and home life, he had an eye for the beauties of nature and the taste for the pleasures of out-of-doors as manifested by his hobbies such as fishing, collecting cacti, and gardening, mostly in the company of Mrs Debye. He enjoyed a good cigar and a good table, and he had affections for his students and associates and liked their company … <> … he will live in our memory as a brilliant scientist, a great teacher, a fatherly and helpful adviser, and, above all, as a happy man. |
| — Davies M. Peter Joseph Wilhelm Debye. 1884-1966 // Biogr. Mems Fell. Roy. Soc. — 1970. — Т. 16. — С. 219—220. | |

## Наукова діяльність

### Теплоємність твердого тіла

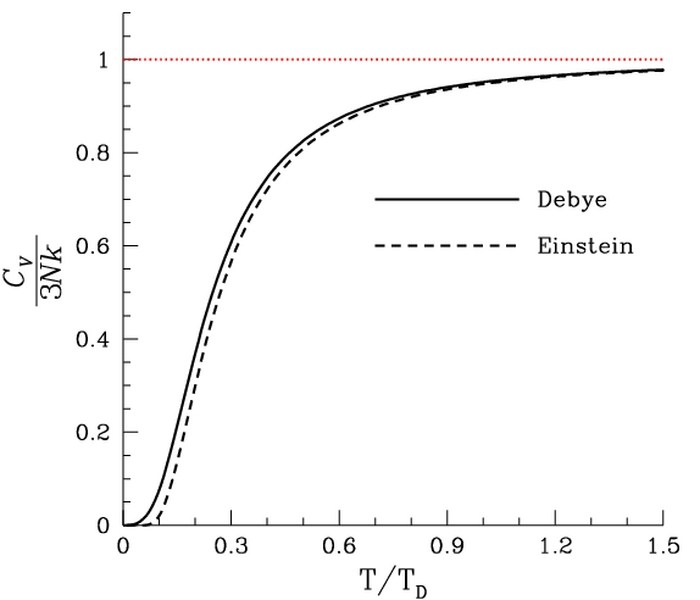
Порівняння температурних залежностей питомої теплоємності, отриманих Ейнштейном і Дебаєм. Видно, що в сфері високих температур теплоємність виходить на постійне значення, що дається законом Дюлонга — Пті.

У 1912 році Дебай опублікував статтю «До теорії питомої теплоємності» (нім. Zur Theorie der spezifischen Wärmen), яка містила важливий крок в розвитку теорії теплоємності твердого тіла. Згідно з класичною статистичною механікою, з теореми про рівнорозподіл енергії за ступенями вільності випливає незалежність питомої теплоємності від температури, тобто закон Дюлонга — Пті. Експерименти, проведені до початку XX століття, показали, що цей закон слушний лише за достатньо великих температур, тоді як за охолодження спостерігається зменшення питомої теплоємності. 1907 року Альберт Ейнштейн, припустив, що всі атоми твердого тіла коливаються з однаковою частотою, і застосував до цих коливань квантову гіпотезу Планка, отримавши експоненційне падіння теплоємності з температурою, що мало лише якісну відповідність з дослідом. Емпірична спроба покращити цю відповідність за рахунок введення половинних частот, зроблена Вальтером Нернстом і Фредеріком Ліндеманом у 1911 році, не була достатньо обґрунтована теоретично. У тому ж 1911 році Ейнштейн визнав незадовільність свого підходу. В моделі Дебая тверде тіло представляється суцільним середовищем, в якому частоти пружних коливань обмежені певним граничним (максимальним) значенням, що називається дебаївською частотою і визначається з такої умови: повне число коливань, кожному з яких відповідає планківська енергія {\displaystyle h\nu }, припускається рівним числу ступенів вільності {\displaystyle 3N}, де {\displaystyle N} — число атомів, що складають тверде тіло. У своїй статті Дебаю вдалося обрахувати число ступенів вільності для тіла зі сферичною формою і отримати вираз для питомої теплоємності, відомий нині як закон Дебая. Ця формула представляє теплоємність у вигляді універсальної функції співвідношення температури до характерної величини, що називається температурою Дебая, причому в сфері низьких температур має спостерігатися кубічна залежність теплоємності від температури. Порівняння цього результату з дослідними даними, проведене науковцями, показало гарну відповідність.
У тому ж 1912 році вийшла робота Макса Борна і Теодора фон Кармана, в якій тверде тіло розглядалося як тривимірна кристалічна ґратка, а спектр коливань обраховувався на основі детального розгляду коливань зв'язаних між собою мас. Цей строгіший і реалістичніший підхід дозволив отримати низку результатів, що узгоджувалися з простою моделлю Дебая. Остання, як відомо дотепер, не може задовільно пояснити багато деталей коливальних спектрів реальних твердих тіл. Однак, вона залишається популярною і активно використовується у фізиці, оскільки дозволяє вірно описати низькочастотну частину спектру (акустичні коливання) і отримати вірний вираз для повного числа ступенів вільності. 1913 року Дебай врахував ангармонізм коливань ґратки, що дозволило розрахувати коефіцієнт розширення твердого тіла, а також розглянув теплопровідність в термінах розсіювання й угамовності звукових хвиль. На цій основі шістнадцять років по тому Рудольф Пайєрлс побудував повністю квантову фононну теорію теплопровідності.

### Розсіювання рентгенівських променів
Інтерес Дебая до проблем дифракції і взаємодії рентгенівського випромінювання з речовиною був не випадковим. Цьому сприяло середовище, в якому перебував науковець у Мюнхені: тут продовжував плідно працювати професор Рентген, першовідкривач нового виду променів; звертався до цієї теми й Зоммерфельд, учень якого Пауль Евальд теоретично дослідив питання про оптичні властивості набору періодично розташованих розсіювачів. Робота Евальда привернула увагу іншого асистента Зоммерфельда — Макса фон Лауе, який на цій основі запропонував спосіб остаточно довести електромагнітну природу рентгенівських променів. Ідея була така: якщо рентгенівське випромінювання є різновидом електромагнітного, тоді можна спостерігати дифракцію цих променів на структурі, відстань між елементами якої порядку довжини хвилі; в цьому випадку як таку структуру можна використовувати кристалічну ґратку. Це припущення було підтверджене під час експериментів і дало початок рентгеноструктурному аналізу.
Дебай був добре ознайомлений з останніми експериментальними результатами та їхнім теоретичним трактуванням, наведеним Лаеу, і вже у 1913 році зробив важливий крок в розвитку теорії розсіювання рентгенівського випромінювання. У класичній статті «Інтерференція рентгенівських променів і тепловий рух» (нім. Interferenz von Röntgenstrahlen und Wärmebewegung) він детально розглянув питання про вплив теплових коливань атомів, що складають кристалічну ґратку, на характеристики дифракції. Використавши загальний підхід до опису коливань ґратки, розроблений Борном і фон Карманом, Дебай показав, що тепловий рух не впливає на різкість дифракційної картини, а лише на величину інтенсивності розсіяного випромінювання. Послаблення інтенсивності можна схарактеризувати експоненційним множником вигляду {\displaystyle e^{-W(T)}}, де {\displaystyle W(T)} — деяка функція температури. Для отримання кількісних результатів, які можна порівняти з результатами вимірювань, науковець використав те ж наближення, яке з'явилося в його роботі про теплоємність кристалів. Всі розрахунки були проведені для двох варіантів — з урахуванням і без урахування так званих нульових коливань, введених незадовго перед цим Максом Планком; оскільки існування нульових коливань в той час ще не було остаточно доведене, лише експеримент мав визначити, який з двох варіантів вірний. Вираз для {\displaystyle W(T)}, отриманий Дебаєм, пізніше був скорегований шведським фізиком Іваром Валлером. Величина {\displaystyle e^{-W(T)}}, що відіграє велику роль в теорії твердого тіла, отримала назву фактора Дебая — Валлера.

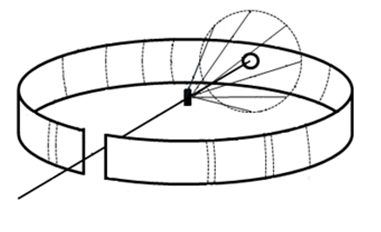
Схема експерименту Дебая — Шеррера

У 1915 році Дебай припустив, що дифракцію рентгенівських променів можна використовувати для вивчення внутрішньої будови атомів і молекул. На думку ученого, в залежності від співвідношення довжини хвилі випромінювання і характерних внутрішньоатомних відстаней електрони речовини випромінюватимуть або незалежно один від одного, або синфазно, тобто можна розрізнити електрони, що належать різним атомам, і навіть групи електронів всередині одного атома. Якщо розташування електронів не випадкове, а підпорядковується певним закономірностям (як припускалося, наприклад, в борівській моделі атома), це має проявитися у вигляді виникнення максимумів і мінімумів розсіяного речовиною випромінювання навіть у тому випадку, якщо самі атоми речовини розташовуються хаотично. Дебай зі своїм асистентом Паулем Шеррером спробував перевірити цю ідею експериментально, використавши як зразок аркуш паперу, однак нічого цікавого не виявив. Тоді вони взяли дрібно подрібнений порошок фториду літію і отримали серію чітких інтерференційних ліній. Цей результат виявився неочікуваним, оскільки в той час помилково вважалося, що випадкові орієнтації кристаликів порошку мають призводити до змазування інтерференційної картини. Дебай дав вірну інтерпретацію явища, що спостерігалося: воно пояснювалося не розсіюванням на регулярно розташованих електронах, а дифракцією на кристаликах, положення яких задовольняє бреггівським умовам; дифраговане випромінювання поширюється вздовж конічних поверхонь і фіксується на фотоплівці. Результати проведеної роботи Дебай і Шеррер опублікували в статті «Інтерференція рентгенівських променів при розсіюванні безладно орієнтованими частинками» (нім. Interferenzen an regellos orientierten Teilchen im Röntgenlicht, 1916), яка позначила народження одного з основних методів рентгеноструктурного аналізу. Його зазвичай називають методом Дебая — Шеррера чи методом порошку, а дифракційна картина, що фіксується на фотоплівці, називається дебаєграмою.
У подальші роки Дебай застосовував свої методи в дослідженні структури твердих тіл, рідин і навіть газів. Так, спільно з Шеррером була досліджена структура деяких кубічних кристалів (наприклад, графіту) і було показано, що, якщо вважати дифракційну картину результатом складання актів розсіювання в кожному атомі, результівний розподіл інтенсивності має залежати від числа і положення електронів, що асоційовані з кожним атомом. Зокрема, для фториду літію було отримане співвідношення зарядів Li: F=2:10 (тобто атом літію несе одиничний позитивно заряджений заряд, а атом фтору — одиничний від'ємний), а оцінка розміру атомної електронної системи (електронної хмари), зроблена для алмазу, виявилася значно меншою за постійну ґратку і за порядком величини відповідала радіусу електронної оболонки в теорії Бора. При розгляді невпорядкованих розсіюючих систем використовувалася та ж ідея: результівна інтерференційна картина визначається характерним для даної системи просторовим масштабом. У випадку рідини основним масштабом є середня відстань між молекулами, тоді як в розряджених газах мають проявлятися внутрішньомолекулярні масштаби (тобто відстані між атомами в молекулі). 1929 року Дебай зі співробітниками Людвігом Бевілогуа (Ludwig Bewilogua) і Ф. Ерхардтом (F. Ehrhardt) експериментально підтвердив слушність цих ідей, вперше отримавши дифракцію рентгенівських променів на окремих молекулах. Досліди проводились на парах чотирихлористого вуглецю і дозволили за розміром інтерференційних кілець визначити відстань між атомами хлору в молекулі. Надалі аналогічний метод застосовувався у дослідженні структури інших сполук, а також структури рідин. Остання інтерпретувалася на основі концепції близького порядку; досліди дозволили відбудувати функцію розподілу, яка описує імовірність знаходження молекул на певній відстані одна від одної і яка дозволила зробити висновок, що в деяких випадках в рідині зберігається квазікристалічний стан, пов'язаний з утворенням «кластерів» молекул. Варто відзначити, що приблизно у цей же час проводились перші експерименти, в яких аналогічні цілі досягалися опромінюванням зразків пучками електронів, хвильова природа яких була визначена незадовго перед цим; методи теоретичного аналізу, розроблені Дебаєм для розсіювання рентгенівських променів, виявилися повною мірою застосовні і в цій ситуації.

### Квантова теорія
у 1910 році в статті «Концепція імовірності в теорії випромінювання» (нім. Der Wahrscheinlichkeitsbegriff in der Theorie der Strahlung) Дебай запропонував послідовне виведення формули Планка, позбавлене недоліків попередників. Сутність нового підходу полягала в тому, що енергій кванта {\displaystyle h\nu } ({\displaystyle h} — стала Планка, {\displaystyle \nu } — частота) пов'язувалася не з атомними чи молекулярними структурами («резонатором»), а безпосередньо з методами електромагнітних коливань. Число мод визначалося за методикою Релея і Джинса, а закон рівноважного випромінювання випливав з умови максимальної імовірності, тобто кількість можливих варіантів розподілу квантів енергії по цьому набору мод мала бути найбільшою. Таким чином, в цьому висновку важливе значення надавалося лише квантуванню енергії самому по собі, а не конкретному механізмові взаємодії резонатора з електромагнітним випромінюванням.
Поява у 1913 році борівської моделі атома принесла у квантову фізику нові підходи. Однак ще до появи знаменитої роботи Нільса Бора Дебай висловлював ідеї (в застосуванні до системи з одним ступенем вільності), що випереджали так звані умови Бора — Зоммерфельда для квантування кутового моменту. 1916 року Дебай незалежно від Зоммерфельда дав пояснення простого ефекту Зеемана (розщеплення спектральних ліній в магнітному полі) на основі борівської моделі атома. Розглянувши рух електрона в атомі вуглецю, що перебуває в однорідному магнітному полі, учений за допомогою метода Гамільтона — Якобі і вищезгаданих квантових умов отримав формулу для рівнянь енергії електрона в такій системі. Частоти випромінюваного світла, що відповідають переходам між рівнями, виявилися пропорційними напруженості магнітного поля і могли набувати трьох різних значень відповідно до класичної теорії Гендріка Лоренца (так званий лоренцівський триплет). Однак складніші типи розщеплення (аномальний ефект Зеемана) за допомогою такого підходу пояснити не вдалося.

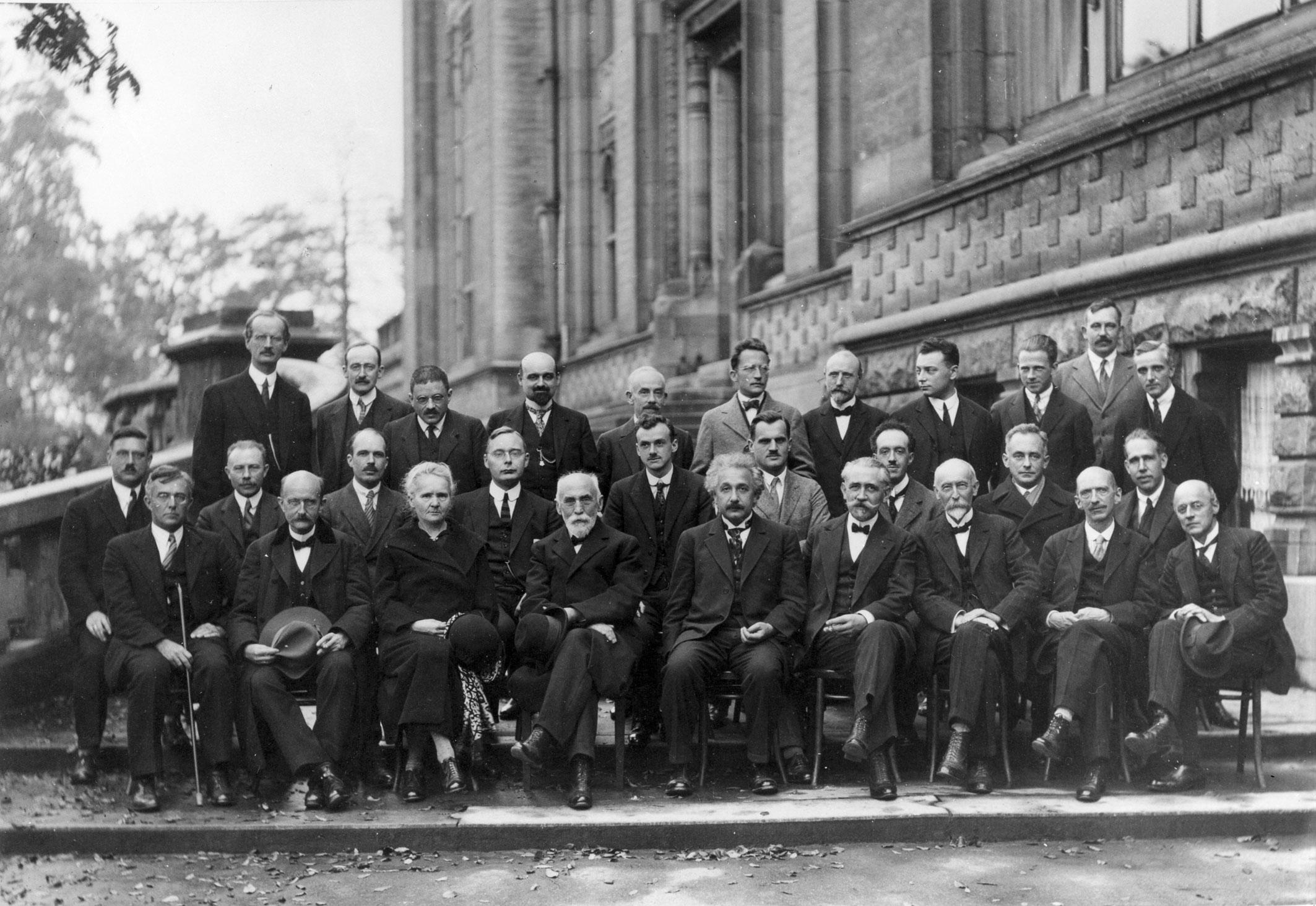
Учасники Сольвеївського конгресу 1927 року. Дебай — крайній ліворуч у другому ряду

У жовтні 1922 року Артур Голлі Комптон опублікував результати своїх експериментів з розсіювання рентгенівських променів на вільних електронах. До грудня 1922 року американський учений сформулював просту квантову теорію цього явища, яка дозволила пояснити кутову залежні довжини хвилі розсіяного випромінювання, що спостерігалося у дослідах, як наслідок прикладення законів збереження енергії та імпульсу (з врахуванням релятивістських поправок) до ситуації пружного зіткнення електрона з квантом світла. Ця теорія, що увійшла у всі підручники і відіграла важливу роль у прийнятті ейнштейнівської гіпотези квантів світла, була опублікована Комптоном у травні 1923 року. За місяць до цього вийшла стаття Дебая, що містила аналогічний аналіз. Дебай, на відміну від Комптона, який у своїй роботі навіть не згадував ім'я Ейнштейна і не ставив за мету перевірку гіпотези квантів світла, перебував під безпосереднім впливом ейншейнівської концепції. Голландський фізик розробив теорію ще наприкінці 1920 або на початку 1921 року і пропонував Паулю Шерреру виконати експеримент з її перевірки. Однак досліди так і не були проведені, а лише після появи у вересні 1922 року повідомлення Комптона Дебай вирішив опублікувати свої результати. Хоча в той час іноді використовувався термін «ефект Комптона — Дебая», сам Дебай та інші фізики віддавали перевагу Комптону, тому зазвичай це явище називається просто ефектом Комптона. Складнішу проблему являла кутова і частотна залежність інтенсивності розсіяного випромінювання. Дебай намагався знайти цю залежність за допомогою принципу відповідності, однак вірну формулу знайшли Оскар Клейн і Йошіо Нішіна лише у 1929 році на основі повністю квантомеханічного розгляду.
У середині 1920-х років, коли Дебай працював у Цюриху, одним з його найближчих колег був Ервін Шредінгер. Ось так сам Дебай згадував про свою роль у розробці австрійським ученим формалізму хвильової механіки:
|                                                                           | Тоді де Бройль опублікував свою статтю. У той час Шредінгер змінив мене в Цюрихському університеті, а я працював у Вищій технічній школі, і ми вели спільний колоквіум. Ми поговорили про теорію де Бройля і вирішили, що ми її розуміємо і що маємо як слід подумати на її формулюваннями та їх значенням. Так я запропонував Шредінгеру виступити на колоквіумі. Підготовка підштовхнула його розпочати роботу. Оригінальний текст (англ.) Then de Broglie published his paper. At that time Schroedinger was my successor at the University in Zurich, and I was at the Technical University, which is a federal institute, and we had a colloquium together. We were talking about de Broglie's theory and agreed that we didn't understand it, and that we should really think about his formulations and what they mean. So I asked Schroedinger to give us a colloquium. And the preparation of that really got him started. |
| — Peter J. W. Debye: An Interview // Science. — 1964. — Т. 145. — С. 554. | |

### Дипольні моменти молекул

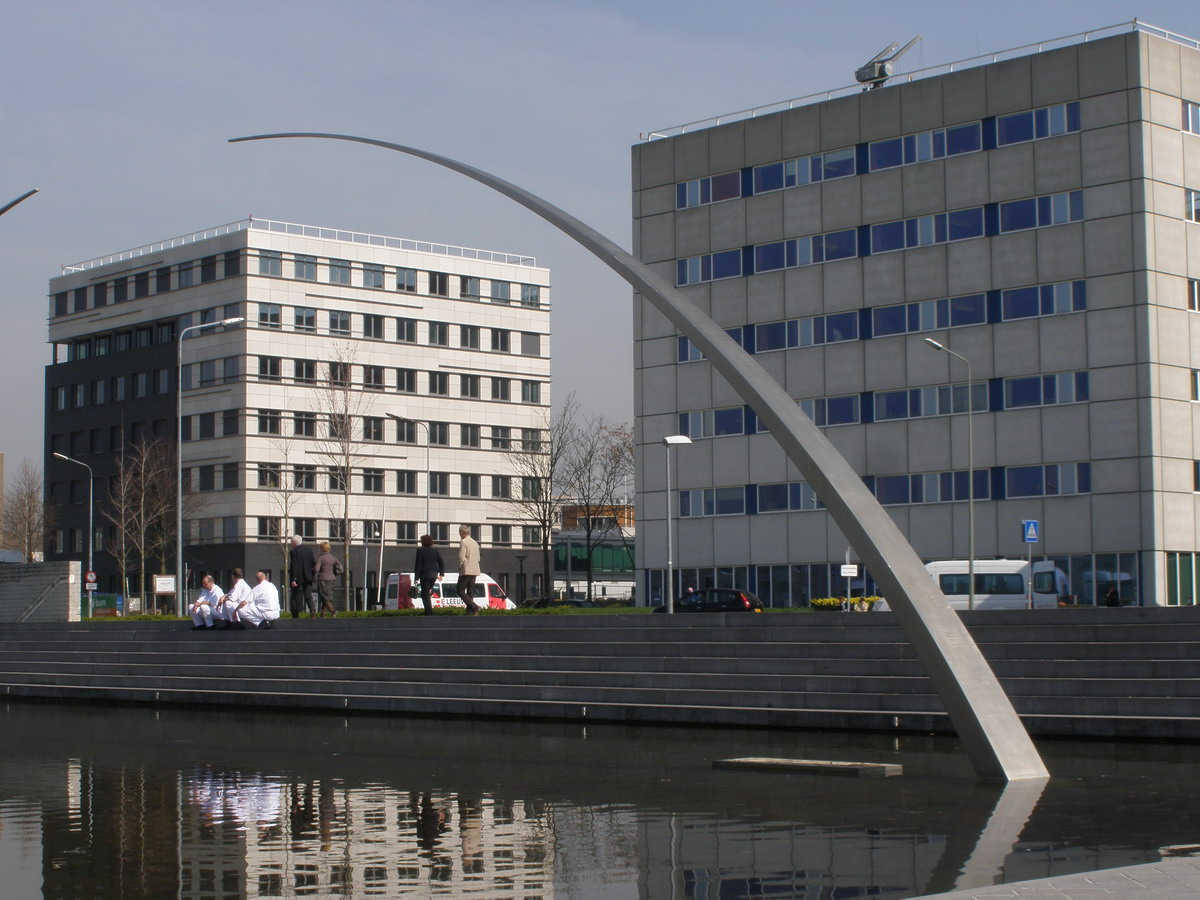
Монумент «Дипольні моменти» (Маастрихт), присвячений Дебаю

У 1912 році вийшла невелика стаття Дебая «Деякі результати з кінетичної теорії ізоляторів» (нім. Einige Resultate einer kinetischen Theorie der Isolatoren), в якій подавалося теоретичне тлумачення температурної залежності діелектричної сталої. Ця залежність не могла бути пояснена за допомогою прийнятого у той час уявлення про те, що поляризації діелектриків у зовнішньому електричному полі виникає лише за рахунок зміщення електронів з положення рівноваги і появи індукованого дипольного моменту. Дебай припустив, що «всередині діелектрика наявні не тільки пружно пов'язані електрони, але також і постійні диполі з постійним дипольним моментом». Вважаючи далі, що внесок постійних диполів в поляризацію описується виразом, аналогічним закону Кюрі — Ланжевена для магнітних моментів, йому вдалося отримати формулу для діелектричної сталої як функції температури, слушну для газоподібних середовищ. Оскільки, втім, температурні дання для газів на той час були відсутніми, Дебай провів порівняння з результатами, отриманими для полярних рідин (вода, низка спиртів, етиловий спирт), і отримав гарну відповідність між теорією та експериментом. Врешті, він отримав перші оцінки величини дипольного моменту молекул цих речовин і передбачив, що нижче певної критичної температури може спостерігатися спонтанна поляризація навіть за відсутності зовнішнього поля (це явище пізніше отримало назву сеґнетоелектрики).
Наступного року Дебай використав ідею про дипольні моменти молекул для пояснення дисперсних властивостей полярних рідин, тобто частотної залежності показника заломлення і коефіцієнта поглинання. У своїй класичній статті «Теорія аномальної дисперсії в сфері довгохвильового електромагнітного випромінювання» (нім. Zur Theorie der anomalen Dispersion im Gebiete der langwelligen elektrischen Strahlung) він розглянув динаміку повороту диполів під дією змінного електричного поля, причому через в'язке тертя ці повороти мали відбуватися з певним запізненням по відношенню до змін поля. Узагальнюючи підхід Ейнштейна до аналізу броунівського руху, Дебаю вдалося отримати диференційне рівняння, що описує зміну з часом числа таким чином орієнтованих диполів; рівняння такого типу тепер називають рівнянням Фоккера — Планка. Запізнювання поворотів означає, що встановлення рівноваги в системі відбувається не миттєво; це призводить до появи в формулах характерного множника вигляду {\displaystyle 1/(1+i\omega \tau )}, де {\displaystyle \omega } — кутова частота, а {\displaystyle \tau } — час релаксації, пропорційний коефіцієнту в'язкості рідини. Наявність цього множника, що задає так звану «дебаївську релаксацію», дозволила отримати формули для показника заломлення і коефіцієнта поглинання як функцій частот і задовільно пояснити дисперсійні властивості деяких рідин (наприклад, води). Щобільше, підхід Дебая став базовим для аналізу процесів релаксації в різних типах середовищ.
У 1920 році Дебай зробив спробу пояснити походження ван-дер-ваальсових міжмолекулярних сил притягання. Оскільки вони мають універсальний характер й існують як для полярних, так і для неполярних молекул, їхню природу було неможливо звести лише до диполь-дипольних (орієнтаційних) взаємодій. Ідея полягала в тому, що електричне поле довколишніх молекул може наводити дипольний момент на даній молекулі, тобто викликати просторове розділення позитивного і негативного заряду. взаємодія таких індукованих диполів і викликає шукане притягання; такого роду індукційні сили іноді називають силами Дебая. Притягання полярної і неполярної молекул легко пояснити в дипольному наближенні, тоді як взаємодію неполярних молекул учений описав у припущенні квадрупольного характеру поля, що створюється молекулами. Це можливо лише в тому випадку, якщо молекули не є абсолютно жорсткими електричними системами. У наступній роботі, опублікованій 1921 року, Дебай порушив тему міжмолекулярних сил відштовхування і дійшов важливого висновку, що для їх пояснення недостатньо враховувати тільки електростатичну взаємодію зарядів і необхідно брати до уваги динамічні ефекти. Підхід Дебая був чисто класичним і тому міг досягти лише часткового успіху. Вірне пояснення міжмолекулярних сил стало можливим лише після створення квантової механіки; зокрема, квантова теорія взаємодії між неполярними молекулами (дисперсійних сил) була створена Фріцем Лондоном у другій половині 1920-х років.
Велику роль в стимулюванні інтересу хіміків до дипольних моментів зіграла класична монографія Дебая «Полярні молекули» (нім. Polar molecules, 1929), в якій систематично виклалися питання, пов'язані з молекулярним описом діелектриків.

### Теорія електролітів
На початку 1920-х років Дебай почав цикл досліджень для пояснення особливостей поведінки розчинів електролітів, зокрема, причин сильного відхилення їх колігативних властивостей від теоретичних. 1923 року він у співавторстві зі своїм асистентом Еріхом Гюккелем опублікував дві статті під спільною назвою «До теорії електролітів» (нім. Zur Theorie der Elektrolyte), в яких були закладені основи підходу, що увійшов у підручники фізичної хімії під назвою теорії Дебая — Гюккеля. Ідея про те, що електростатична взаємодія іонів має істотний вплив на властивості розчинів, висловлювалася і раніше, однак Дебаю і Гюккелю вдалося отримати кількісні результати, придатні для порівняння з експериментальними. Обмежившись випадком розбавлених розчинів сильних електролітів, вони отримали рівняння для кулонівського потенціалу іона з врахуванням його [екранування] іонами протилежного знаку, яке характеризується спеціальним параметром, що називається дебаївською довжиною чи дебаївським радіусом екранування. Оскільки цей параметр обернено пропорційний квадратному кореню з концентрації іонів, Деюай і Гюккель змогли пояснити відому з дослідів концентраційну залежність таких властивостей розчинів сильних електролітів, як пониження температури замерзання і осмотичний тиск. Варто відзначити, що значення поняття дебаївської довжини виходить далеко за межі теорії електролітів і використовується у багатьох розділах фізики, наприклад, у фізиці плазми і фізиці твердого тіла.
У другій зі згаданих статей автори розглянули набагато складнішу задачу про електропровідність розчину електроліту, коли при розгляді руху іона під дією електричного поля необхідно враховувати не тільки ефект екранування, але також і деформацію іонної атмосфери, яка виникає з певним запізненням і призводить до появи ефективної гальмівної сили, що діє на іон. Підсумковий вираз для провідності, виведений з врахуванням цих ефектів, дозволив пояснити відомі емпіричні дані, отримані для розведених розчинів.
У 1924 році Дебай переформулював теорію в термінах коефіцієнтів активності, запропонованих Гілбертом Льюїсом, що широко використовуються у наш час. Пізніше Ларс Онсагер вніс в теорію певні удосконалення з метою повного врахування броунівського руху іонів.
У наступні роки Дебай успішно застосував свою теорію до різних питань фізики і хімії електролітів, зокрема таких, як розчинність деяких солей у присутності інших електролітів (ефект висалювання) і проблему дисперсії провідності та діелектричної проникності розчинів електролітів. На підставі цих досліджень було передбачено залежність провідності розчинів електролітів від частоти прикладеного до них електричного поля, яку згодом було названо ефектом Дебая — Фалькенхагена (англ. Debye–Falkenhagen effect) або дисперсією електропровідності.

### Розсіювання світла
Проблеми розсіювання електромагнітного випромінювання привертали увагу Дебая з його перших кроків в науці. Так, все у своїй дисертації «Про веселку» (1908) він вивчив розсіювання світла на сферичних частинках з різними оптичними властивостями, продемонструвавши при цьому чималі математичні здібності. 1910 року він написав на пропозицію Арнольда Зоммерфельда велику енциклопедичну статтю «Стаціонарні і квазістаціонарні поля» (нім. Stationäre und quasistationäre Felder), а також спільну з Деметріусом Хондросом (англ. Demetrius Hondros) роботу про поширення хвиль, в якій були випереджені деякі важливі в теорії радарів і хвилеводів результати.
У 1932 році в роботі Дебая, виконаній спільно з Френсісом Сірсом (англ. Francis Sears), повідомлялося про перше спостереження дифракції світла в ультразвуковій хвилі. Вихідним пунктом були міркування Леона Бріллюена щодо розсіювання світла в теплових флуктуаціях, які можна уявити набором термічно збуджуваних в тілі звукових коливань (зараз це явище називають розсіюванням Мандельштама — Бріллюена). Дебай і Сірс вирішили дослідити розсіювання світла на штучно створеній в рідині звуковій хвилі і спостерігали яскравий ефект, котрий можна інтерпретувати як беггівське розсіювання на своєрідній дифракційній ґратці, утвореній акустичними хвилями. У наступній статті, опублікованій того ж року, Дебай побудував подібну теорію, в якій не тільки пояснив напрямок розсіяного світла і зміну його частоти, що виникали за рахунок ефекту Доплера, але також обчислив його інтенсивність. Отримані результати справили істотний вплив на подальший розвиток акустооптики.

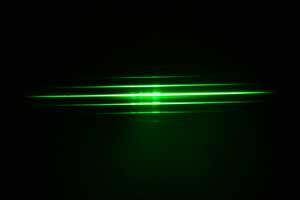
Дифракційна картина, що дається експериментом типу Дебая — Сірса

В останні роки життя Дебай провів серію важливих досліджень так званих критичних явищ, особливо тих, що виникають поблизу критичної точки змішування розчинів. 1959 року він теоретично показав, як з даних про інтенсивність і кутовий розподіл розсіяного випромінювання, що спостерігається в явищі критичної опалесценції, можна отримати інформацію про величину і просторові розміри флуктуацій концентрації розчину поблизу критичної точки (частково тут повторювались результати Орнштейна і Церніке). Дебай ініціював систематичні експериментальні дослідження критичних явищ методом розсіювання світла, в тому числі в розчинах полімерів. Зокрема, він передбачив і потім за допомоги співробітників виміряв у досліді вплив електричного поля на характеристики критичної опалесценції.

### Фізика полімерів
Під час Другої світової війни у зв'язку з припиненням поставок малайського каучуку у США виникла необхідність у створенні його замінників. Дебай розробив підхід, оснований на вимірюванні розсіювання світла для кількісної оцінки базових характеристик полімерів — середньої молекулярної маси і форми, якої набувають макромолекули у розчині. Спроби використати світлорозсіювання робилися і раніше, однак лише Дебаю вдалося розробити достатньо загальний підхід і довести його до практичного застосування. Основна ідея полягала у тому, що якщо розмір молекул розчиненої рідини порівняний з довжиною хвилі світла, виникає кутова асиметрія розсіювання, тобто інтенсивності розсіювання вперед і назад перестають бути рівними. Тоді за кутовим розподіленням розсіяного випромінювання можна визначити розміри і формулу молекул, зокрема можна робити висновок щодо того, наскільки утрудненим є поворот ланок молекули полімеру одна відносно одної. Виміри залежності інтенсивності розсіювання від концентрації дозволяють отримати інформацію про молекулярну масу полімерних частинок. Теоретичне та експериментальне вивчення цього комплексу проблем стало темою близько двадцяти статей, опублікованих у 1944—1964 роках.
У 1939 році Дебай теоретично обґрунтував термодифузійний метод розділення ізотопів, запропонований незадовго перед цим Клаусом Клузіусом і Герхардом Діккелем (Gerhard Dickel). У 1945—1946 роках ті ж теоретичні міркування були використані для систематичного вивчення явища термодифузії в розчинах полімерів. Експериментальні результати, отримані на спеціально створених роздільних колонках, показали високу ефективність методу для розділення полімерів на фракції; була детально досліджена залежність термодифузії від параметрів установки і характеристик розчину (зокрема, молекулярної ваги і концентрації). Щобільше, з дослідів випливало, що цей підхід можна практично використовувати і для роботи з низькомолекулярними речовинами, для очищення органічних речовин і розділення ізомерів. До інших важливих досліджень Дебая з фізики полімерів належать теоретичне обґрунтування методу оцінки молекулярних мас за в'язкістю розчину і низка робіт, присвячених міжмолекулярній взаємодії й утворенню міцел; для вивчення останніх використовувався не тільки метод світлорозсіювання, а також дифракція рентгенівських променів, ультразвукові та електричні вимірювання. 1951 року Дебай спільно з Ф. Бюхе (F. Bueche) теоретично досліджував вплив внутрішньомолекулярних обертань, тобто тією чи іншою мірою утруднених поворотів ланок одна відносно одної, на величину дипольного моменту полімерів.

### Інші роботи
У 1909 році Дебай розвинув метод наближеного обчислення деяких контурних інтегралів, відомий у теперішній час під назвою методу перевалу чи методу найшвидшого спуску. Учений використав цей підхід для вирішення конкретної задачі — знаходження асимптотичних формул для циліндричних функцій при великих значеннях аргументу (зокрема, йшлося про функції Ганкеля і Бесселя). Сутність методу полягає у виділенні поблизу стаціонарної (сідлової, або перевальної) точки підінтеґральної функції малого околу, що робить в інтеграл основний внесок. Вибираючи далі контур інтегрування таким чином, щоб фаза підінтеґральної функції залишалася сталою, а абсолютне значення убувало найімовірніше (метод найшвидшого спуску), можна звести шуканий інтеграл до еталонного. Варто відзначити, що ідея методу перевалу, що був розвитком відомого методу Лапласа, сягає статті Оґюстена Коші, опублікованої 1827 року. Сам Дебай вказував, що для нього джерелом ідеї була одна з робіт Бернгарда Рімана (1863), однак ще за 25 років до Дебая задачу в загальному вигляді розглянув математик Павло Некрасов.
У 1926 році Дебай одночасно з Вільямом Джіоком і незалежно від нього запропонував новий підхід до досягнення найнижчих температур — метод адіабатичного розмагнічування. Поль Ланжевен ще у 1904 році помітив, що адіабатичне розмагнічування газоподібного кисню має призводити до його охолодження, однак ніхто не розглядав це явище як засіб для зменшення температури. Дебай, ґрунтуючись на експериментальному дослідженні Камерлінг-Оннесом кристалів сульфату гадолінію, дав кількісну оцінку можливого ефекту. А через декілька років, у 1933 році, Джіоку вдалося у досліді продемонструвати цей метод охолодження.

## Звинувачення у пособництві нацистам
21 січня 2006 року нідерландський журнал Vrij Nederland опублікував статтю «Нобелівський лауреат з брудними руками», яка ґрунтувалась на витягах з книги журналіста Сібе Ріспенса «Ейнштейн в Нідерландах», що вийшла наступного тижня. У главі цієї книги, присвяченій стосункам Дебая та Ейнштейна, Ріспенс наводив документи, які, на його думку, доводили, що Дебай брав активну участь в «чистках» наукових інститутів від євреїв і в цілому мав пронацистську позицію. Твердження Ріспенса підхопила нідерландська преса, і вже 16 лютого 2006 року Утрехтський університет оголосив про те, що знімає ім'я Дебая зі свого Інституту з вивчення наноматеріалів (Debye Institute for Nanomaterials Science), а Університет Маастрихта скасував щорічну премію імені Дебая за досягнення в галузі хімічної фізики. Поспіх, з яким були зроблені ці кроки, викликав протести наукової спільноти в Нідерландах і за кордоном.
Керівники Інституту з вивчення наноматеріалів Лео Йеннескенс (Leo Jenneskens) і Гейс ван Гінкел (Gijs van Ginkel) виступили проти рішення університету. Представники муніципалітету Маастрихта, Нідерландського і Німецького фізичних товариств, Американського хімічного товариства, Корнельського університету виступили з заявами, що немає достатніх підстав підозрювати Дебая в симпатіях до нацизму і що варто утриматися від будь-яких дій. Нобелівський лауреат Мартінус Велтман, який написав передмову до книги Ріспенса, у листі до співробітників Інституту з вивчення наноматеріалів від 5 травня 2006 року визнав, що тоді «нічого не знав про Дебая» і що тепер він переконався у безпідставності тверджень Ріспенса. Він засудив поспішні дії Утрехтського і Маастрихтського університетів і відзначив, що заборонив використовувати свою передмову у перевиданнях і перекладах книги Ріспенса.
Міжнародна реакція, що виникла після книги Ріспенса, змусила нідерландське Міністерство освіти, культури і науки вжити необхідних дій. 29 червня 2006 року Нідерландський інститут військової документації (NIOD) був уповноважений провести розслідування можливого зв'язку Дебая з нацистами. Для ухвалення політичних рішень була зібрана спеціальна комісія під керівництвом фізика і колишнього політика Яна Терлау (англ. Jan Terlouw). У листопаді 2007 року був опублікований звіт NIOD, який пізніше вийшов також у вигляді книги Мартейна Ейкхоффа (Martijn Eickhoff). У ньому визнавалося, що Дебай не був членом НСДАП, антисемітом або колабораціоністом, однак він оголошувався опортуністом. Цей висновок, у свою чергу, був розкритикований через помилки при роботі з джерелами і сумнівність методології, на якій був заснований. Відзначалося, що буквально всі дії Дебая у звіті трактувалися як свідчення опортунізму і бажання залишити собі «шлях до відступу»; це стосувалося навіть тих вчинків, які можна було вважати проявами принциповості, — таких, як відмова від прийняття німецького громадянства, участь у втечі Лізи Мейтнер і відсутність явних проявів антисемітизму з його боку. У січні 2008 року комісія Тарлау рекомендувала університетам продовжувати використовувати ім'я ученого. Утрехтський університет повернув ім'я Дебая Інституту з вивчення наноматеріалів; засновники премії імені Дебая також оголосили про відновлення її присудження.

## Нагороди і членства
- Медаль Румфорда (1930)
- Медаль Лоренца (1935)
- Нобелівська премія з хімії (1936)
- Медаль Франкліна (1937)

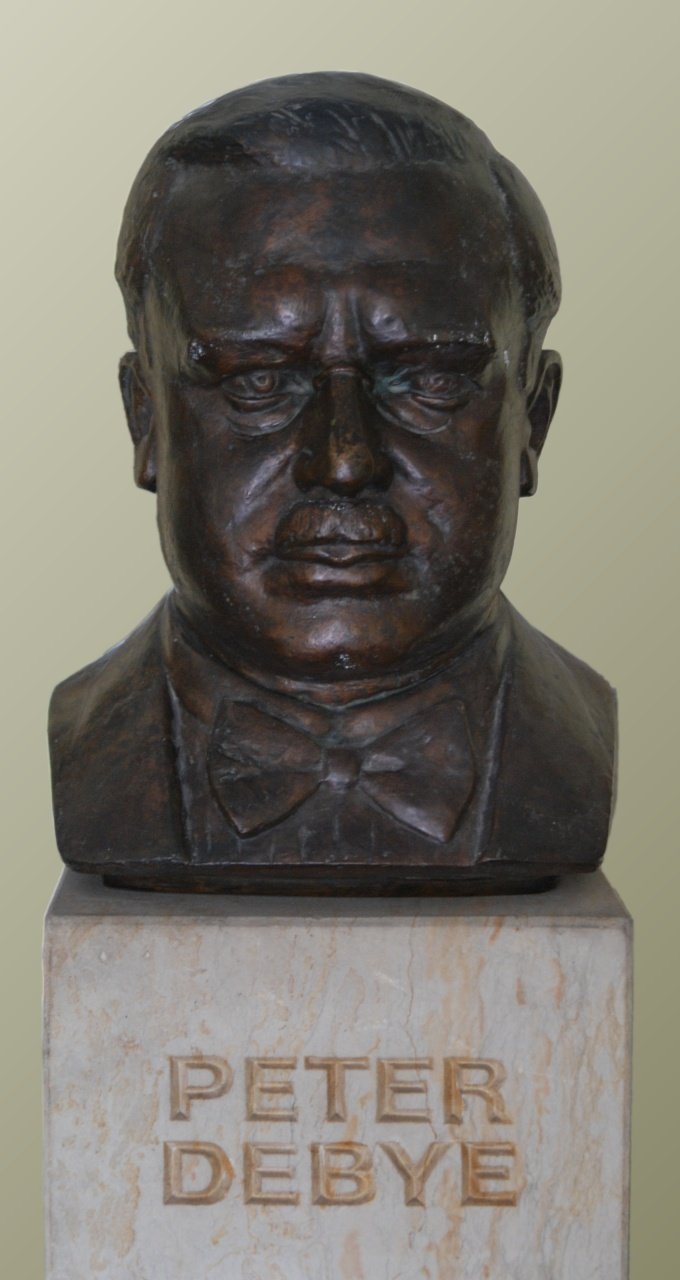
Бюст Дебая в Лейпцизькому університеті

- Лицар Ордена Нідерландського лева (1937)
- Медаль Вілларда Гіббса (1949)
- Медаль Макса Планка (1950)
- Командор Ордена Леопольда II (1956)
- Премія Кендалла в галузі колоїдної хімії і хімії поверхні (ACS Kendall Award in Colloid or Surface Chemistry, 1957)
- Медаль Ніколса Американського хімічного товариства (Nichols Medal, 1961)
- Медаль Прістлі (1963)
- Національна наукова медаль США (1965)
- Член Нідерландської королівської академії наук, Національної академії наук США (1947), Академії наук СРСР (1924), Лондонського королівського товариства (1933), Данської королівської академії наук, Ірландської королівської академії, Папської академії наук, Індійської академії в Бангалорі, Берлінської, Геттінгенської, Гайдельберзької і Мюнхенської академій наук, Нью-Йоркської академії наук, Американської академії мистецтв і наук, Американського філософського товариства, Королівського інституту в Лондоні, Франклінівського інституту у Філадельфії та інших наукових товариств.
- Почесні докторські ступені Оксфордського, Гарвардського, Аахенського, Майнцького, Брюссельського, Льєзького, Празького, Софійського університету, Цюрихського політехнічного інституту та інших навчальних закладів.

## Пам'ять
- Дебай — позасистемна одиниця дипольного моменту. У теорії твердого тіла відомі такі терміни, як модель Дебая, закон теплоємності Дебая (пов'язаний з ним тип функцій має в математиці назву функції Дебая), частота Дебая, температура Дебая і фактор Дебая — Валлера. У галузі рентгенівської спектроскопії використовується метод Дебая — Шеррера для побудови дебаєграм, а в фізиці електролітів ім'я науковця пов'язане з такими поняттями як теорія Дебая — Гюккеля і дебаївська довжина (дебаївський радіус екранування).
- У 1970 році Міжнародний астрономічний союз надав ім'я Петера Дебая кратеру на зворотному боці Місяця.
- На честь вченого названо астероїд 30852 Дебай[75].
- З 1962 року Американське хімічне товариство вручає премію Петера Дебая за досягнення в галузі фізичної хімії.
- Ім'ям Дебая названо вулицю і площу в його рідному Маастрихті. 1939 року на міській ратуші було встановлене його погруддя, що, за свідченнями сучасників, для самого вченого стало найприємнішою нагородою.

## Твори

### Книги
- Debye P. Polar molecules: Wisconsin lectures. — New York : Chemical Catalog Co, 1929.
- Debye P. Die Struktur der Materie. — Leipzig : Hirzel, 1933.
- Debye P., Sack H. Theorie der elektrischen Moleküleigenschaften // Handbuch der Radiologie. — 1934.
- Debye P. Kernphysik. — Leipzig : Hirzel, 1935.
- Debye P. Colected papers. — New York : Interscience, 1954.
- Debye P. Topics in chemical physics: Harvard lectures. — New York, Amsterdam : Elsevier, 1962.
- Debye P. Molecular forces: Baker lectures. — New York : Interscience, 1967.

### Основні статті
- Debye P. Näherungsformeln für die Zylinderfunktionen für große Werte des Arguments und unbeschränkt veränderliche Werte des Index. — 1909. — DOI:10.1007/BF01450097.
- Debye P. Der Wahrscheinlichkeitsbegriff in der Theorie der Strahlung // Annalen der Physik. — 1910. — DOI:10.1002/andp.19103381617.
- Debye P. Einige Resultate einer kinetischen Theorie der Isolatoren // Physikalische Zeitschrift. — 1912.
- Debye P. Zur Theorie der spezifischen Wärmen // Annalen der Physik. — 1912. — DOI:10.1002/andp.19123441404.
- Debye P. Zur Theorie der anomalen Dispersion im Gebiete der langwelligen elektrischen Strahlung // Verhandlungen der Deutschen Physikalischen Gesellschaft. — 1913.
- Debye P. Interferenz von Röntgenstrahlen und Wärmebewegung // Annalen der Physik. — 1913. — DOI:10.1002/andp.19133480105.
- Debye P., Scherrer P. Interferenzen an regellos orientierten Teilchen im Röntgenlicht. I // Physikalische Zeitschrift. — 1916.
- Debye P. Quantenhypothese und Zeeman-Effekt // Physikalische Zeitschrift. — 1916.
- Debye P. Die van der Waalsschen Kohäsionkräfte // Physikalische Zeitschrift. — 1920.
- Debye P. Zerstreuung von Röntgenstrahlen und Quantentheorie // Physikalische Zeitschrift. — 1923.
- Debye P., Hückel E. Zur Theorie der Elektrolyte. I. Gefrierpunktserniedrigung und verwandte Erscheinungen // Physikalische Zeitschrift. — 1923.
- Debye P., Hückel E. Zur Theorie der Elektrolyte. II. Das Grenzgesetz für die elektrische Leitfähigkeit // Physikalische Zeitschrift. — 1923.
- Debye P. Einige Bemerkungen zur Magnetisierung bei tiefer Temperatur // Annalen der Physik. — 1926. — DOI:10.1002/andp.19263862517.
- Debye P., Bewilogua L., Ehrhardt F. Zerstreuung von Röntgenstrahlen an einzelnen Molekeln // Physikalische Zeitschrift. — 1929.
- Debye P., Sears F. W. On the scattering of light by supersonic waves // Proceedings of the National Academy of Sciences. — 1932. — Т. 18. — С. 409—414.
- Debye P. Molecular-weight determination by light scattering // Journal of Physical and Colloid Chemistry. — 1947. — Т. 51. — С. 18—32. — DOI:10.1021/j150451a002.
- Debye P. Angular dissymmetry of the critical opalescence in liquid mixtures // Journal of Chemical Physics. — 1959. — Т. 31. — С. 680—687. — DOI:10.1063/1.1730446.

### Книги
- Джеммер М. Эволюция понятий квантовой механики. — М. : Наука, 1985.
- Pie Debije — Peter Debye 1884-1966 / Ed. S. E. Hustinx, C. Bremen. — St Augustin : Gardez!, 2000.
- Van Ginkel G. Prof. Peter J. W. Debye (1884-1966) in 1935-1945. An investigation of historical sources. — RIPCN, 2006.
- Eickhoff M. In the name of science? P. J. W. Debye and his career in Nazi Germany. — Amsterdam University Press, 2008.
- Ball P. Serving the Reich: The struggle for the soul of physics under Hitler. — University of Chicago Press, 2014.

### Статті
- Peter J. W. Debye: An interview // Science. — 1964. — Т. 145. — С. 554—559. — DOI:10.1126/science.145.3632.554.
- Ewald P. P. Peter Debye, 1884-1966 // Acta Crystallographica. — 1967. — Т. 22. — С. 947—949. — DOI:10.1107/S0365110X6700194X.
- Long F. A. Peter Debye — An appreciation // Science. — 1967. — Т. 155. — С. 979—980. — DOI:10.1126/science.155.3765.979.
- Sack H., Widom B., Bauer S. H. Peter Joseph William Debye // Cornell News. — 1967. — С. 16—19.
- Davies M. Peter J. W. Debye (1884-1966) // Journal of Chemical Education. — 1968. — Т. 45. — С. 467—473. — DOI:10.1021/ed045p467.
- Davies M. Peter Joseph Wilhelm Debye. 1884-1966 // Biographical Memoirs of Fellows of the Royal Society. — 1970. — Т. 16. — С. 175—232. — DOI:10.1098/rsbm.1970.0007.
- Smith C. Debye, Peter Joseph William // Dictionary of Scientific Biography. — New York : Scribner's, 1971. — Т. 3. — С. 617—621.
- Williams J. W. Peter Joseph Wilhelm Debye. 1884-1966 // National Academy of Sciences Biographical Memoirs. — 1975. — Т. 46. — С. 23—68.
- Davies M. Peter Debye (1884-1966): A centenary appreciation // Journal of Physical Chemistry. — 1984. — Т. 88. — С. 6461—6462. — DOI:10.1021/j150670a001.
- Ewald P. P. Remembering Peter Debye in Munich // Physics Today. — 1985. — Т. 38, № 1. — С. 9, 122. — DOI:10.1063/1.2813691.
- Гуревич В. Л., Дзялошинский И. Е. Петер Иозеф Вильгельм Дебай. Биография и очерк научной деятельности. Комментарии // Дебай П. Избранные труды. Статьи 1909—1965. — Л. : Наука, 1987. — С. 515—542.
- Courtens E. Peter Debye — A life for science // Ferroelectrics. — 2002. — Т. 267. — С. 43—60. — DOI:10.1080/00150190211019.
- Altschuler G. C. The convictions of Peter Debye // Daedalus. — 2006. — Т. 135. — С. 96—103.
- Reiding J. Peter Debye: Nazi collaborator or secret opponent? // Ambix. — 2010. — Т. 57. — С. 275—300. — DOI:10.1179/174582310X12849808295706.